# François Roustang
Cet article possède un paronyme, voir Rostaing.
François Roustang, né le 23 avril 1923 à Loisey et mort le 23 novembre 2016 à Paris,, est un philosophe français. Ancien jésuite et ancien psychanalyste, il est devenu hypnothérapeute.

## Biographie
François Roustang a fait des études de philosophie, de théologie puis de psychopathologie. Devenu membre de la Compagnie de Jésus, il contribue de 1956 à 1967, à la revue jésuite Christus, qu'il dirige, assisté par Michel de Certeau à partir de 1963. Il publie Jésuites de la nouvelle France en 1961 et Une initiation à la vie spirituelle en 1963.
De 1965 à 1980, François Roustang est membre de l'École freudienne de Paris fondée par Jacques Lacan et devient psychanalyste, après une analyse de deux ans menée avec Serge Leclaire. En 1966, il publie un article, « Le troisième homme », dans lequel il soutient que le Concile Vatican II a favorisé l’émergence de chrétiens ne se reconnaissant ni conservateurs ni réformistes, mais tout simplement non pratiquants et, à terme, indifférents à l’Église et aux sacrements. L'article a un retentissement important au sein de l'Église catholique. Le pape Paul VI lui-même s'en dit « très affecté » et la congrégation démet Roustang de ses fonctions. Quelque temps plus tard, il quitte l'institution catholique et devient psychanalyste. Il se marie ultérieurement. Alors qu'il vit cette expérience comme une libération, il est frappé de constater l'esprit de soumission qui règne au sein de l'École freudienne. Il s'intéresse alors à la question des relations maître-disciple dans l'histoire de la psychanalyse. En 1976, il publie Un destin si funeste, ouvrage dans lequel il fait une lecture critique des relations entre Sigmund Freud et certains de ses « disciples » tels Sandor Ferenczi, Carl Gustav Jung ou Georg Groddeck.
En 1978, François Roustang publie l'article « Suggestion au long cours », dans la Nouvelle Revue de psychanalyse, dans lequel il souligne le rôle de la suggestion dans la cure analytique. Cet article sera repris en 1980 dans son livre Elle ne le lâche plus.... Les contributions de François Roustang à la revue Critique dans les années 1980 illustrent sa prise de distances progressive avec la psychanalyse après la dissolution de l'École freudienne, et son intérêt croissant pour l'hypnose.
Le 3 novembre 1980, François Roustang participe activement à la fondation du « Collège des psychanalystes » avec Jacques Sédat, Anne Levallois, Conrad Stein, Dominique Geahchan, et Serge Viderman. Cela fait suite au référé signé contre Lacan neuf mois plus tôt. Cette même année il publie un article sur le livre du psychiatre Léon Chertok, Le non-savoir des psy. En 1983, il publie un article sur deux livres d'Octave Mannoni. En 1985, il publie un article sur le livre du philosophe Michel Henry, Généalogie de la psychanalyse. À cette même époque, en 1983, il participe à une rencontre sur l'hypnose à l'Hôpital Fernand-Widal en compagnie de René Girard et de Mikkel Borch-Jacobsen. Roustang se forme à l'hypnose, notamment avec Judith Fleiss et avec des hypnothérapeutes américains formés par Milton Erickson. En 1986 il confirme la rupture avec la psychanalyse  et l'héritage de Lacan avec la publication de Lacan, de l'équivoque à l'impasse. Il participe la même année au symposium organisé par « L'International Freudian Foundation for New Perspectives in Psychoanalytic Research » et représente le Collège des psychanalystes.
À la suite de la publication d'Influence en 1991, puis de Qu'est-ce que l'hypnose? en 1994, François Roustang s'impose peu à peu comme une référence dans le monde francophone de ceux qui cherchent à théoriser la pratique de l'hypnose. François Roustang collabore alors avec plusieurs instituts d'hypnose comme l'Institut romand d'hypnose suisse ou l'Institut français d'hypnose.[réf. nécessaire]
François Roustang continue à publier de nombreux livres, dont certains destinés au grand public sur l'hypnose et sur la psychanalyse: Comment faire rire un paranoïaque? en 1995, La fin de la plainte et Le thérapeute et son patient avec Pierre Babin en 2000, Il suffit d'un geste en 2003 et Savoir attendre en 2006. En 2005, il publie une traduction commentée d'un texte de Hegel sous le titre Le magnétisme animal : naissance de l'hypnose.

## Influences
Outre sa pratique clinique, qui est à la source de ses nombreux écrits, on trouve dans l'œuvre de François Roustang l'influence de philosophes tels Friedrich Nietzsche et Ludwig Wittgenstein. Bertrand Méheust souligne également la proximité de la position de Roustang avec celle des anciens « magnétiseurs ». Il s'est notamment intéressé aux théories de philosophes tels Hegel ou Maine de Biran sur le magnétisme animal. Roustang s'inspire aussi des travaux de nombre de ses contemporains parmi lesquels on peut citer Milton Erickson, Léon Chertok, Michel Henry, Michel Jouvet, Daniel Stern, et le sinologue Jean François Billeter. On mentionnera également l'influence de Gregory Bateson sur sa pensée.

## Œuvres

### Livres
- Jésuites de la Nouvelle-France, Desclée de Brouwer, 1961  (ISBN 2220028232)
- Une initiation à la vie spirituelle, Desclée de Brouwer, 1963
- Saint Ignace : constitutions de la Compagnie de Jésus, 1967 (avec Ignace de Loyola et François Courel)
- Un destin si funeste, Minuit, 1976  (ISBN 2707301426) ; rééd. Petite Bibliothèque Payot, 2009
- Elle ne le lâche plus..., Minuit, 1980  (ISBN 2707303194) ; rééd. Petite Bibliothèque Payot, 2009
- Le bal masqué de Giacomo Casanova, Minuit, 1985  (ISBN 2707310042) ; rééd. Petite Bibliothèque Payot, 2009

- Prix Amic 1985 de l'Académie française
- Lacan, de l'équivoque à l'impasse, Minuit, 1986  (ISBN 2707311081) ; rééd. Petite Bibliothèque Payot, 2009
- Influence, Minuit, 1991  (ISBN 2707313653)
- Qu'est-ce que l'hypnose ?, Minuit, 1994  (ISBN 2707314927)
- Comment faire rire un paranoïaque ?, Odile Jacob, 1995  (ISBN 2738103537)
- La fin de la plainte, Odile Jacob, 2000  (ISBN 2738107583)
- Avec Pierre Babin, Le thérapeute et son patient, L'Aube, 2000  (ISBN 2876786648)
- Il suffit d'un geste, Odile Jacob, 2003  (ISBN 2738112722)
- Savoir attendre, Odile Jacob, 2006  (ISBN 2738117902)
- Feuilles oubliées, feuilles retrouvées, Payot, 2009  (ISBN 978-2228904469)
- Le secret de Socrate pour changer la vie, Odile Jacob, 2009  (ISBN 978-2-7381-2346-6)
- Jamais contre, d’abord, Odile Jacob, 2015  (ISBN 9782738133045)
- Avec Ève-Alice Roustang, Le Troisième Homme, entre rupture personnelle et crise catholique, Odile Jacob, 2019

### Articles
- « Le troisième homme », in Christus, tome 13, no 52, octobre 1966, p. 561-567
- « Le mythe de l'un », in Le lien social, Journées de mai 1980, Confrontation, 1981
- « Hypnose et psychanalyse », in Critique, no 403, 1980
- « L'incertitude », in Passé et Présent, no 1, Paris, Ramsay, 1982, p. 99-112
- « Un discours naturel », in Critique, no 430, mars 1983, p. 201-214
- « Une philosophie pour la psychanalyse? », in Critique, 1985
- « Habitation », in Lettre Ling, no 15, 1997, article en ligne
- « Objectivation et objectification », in Lettre Ling, no 25, 2003
- « Reconduire l'ennui à sa source », in L'ennui à l'école, 2003
- « Indifférence au succès », dans L'éloge du risque dans le soin psychiatrique, Érès, 2006, 216 p. (ISBN 9782749205533), p. 49-57
- « Se dissocier : mais comment faire autrement? », in Hypnose et thérapies brèves, 7, 2007
- « Double contrainte et niveaux d'apprentissage », in Jean-Jacques Wittezaele (dir.), La double contrainte ; l'héritage des paradoxes de Bateson, De Boeck, 2008